# Benei mitsvà
En el judaisme, els Benei mitsvà (els fills del manament), són els infants que han assolit la maduresa personal, i que poden parlar davant de la seva congregació. Bar mitsvà els nois, (en hebreu: בר מצווה) "fill dels manaments" (les mitsvot), o Bat mitsvà les noies, (en hebreu: בת מצווה) "filla dels manaments" (les mitsvot), l'edat del ritual s'ha fixat en 12 anys per a les noies, i en 13 anys per als nois. A partir d'aquest moment, els joves passen a ser considerats responsables dels seus actes, segons la llei jueva, (la halacà). Aquesta maduresa se celebra des de l'edat mitjana, i és molt popular des d'aleshores, mitjançant una cerimònia que és lleugerament diferent entre el ritual asquenazita i el sefardita.
La majoria dels jueus ortodoxos rebutgen que una dona pugui llegir en públic la Torà, o que pugui dirigir la cerimònia, mentre hi hagi disponible un grup de 10 homes, (un minyan). Malgrat això, la celebració d'una nena quan esdevé una filla del manament (Bat mitsvà), ha anat guanyant adeptes en el judaisme ortodox modern.
El Bar Mitsvà no és una confirmació ritual mística que confereix d'alguna manera la judeitat al infant. És un terme religiós i legal que implica l'arribada a la maduresa. El nen arriba indefectiblemente a aquesta maduresa, sigui que s'assenyali o no l'ocasió d'una manera formal. Els honors que s'ofereixen a un Bar Mitsvà (fill del manament) en la sinagoga formen part del servei regular, i no difereixen d'aquells honors que poden oferir-se a qualsevol adult jueu en qualsevol altra ocasió. Celebrar el Bar Mitsvà en una sinagoga testimonia almenys que el noi o la noia tenen alguna instrucció religiosa bàsica.

## Història
La cerimònia moderna per celebrar un Bar Mitsvà no existia en els temps bíblics, o en els temps de la Mixnà o del Talmud Babilònic. En l'Èxode i en el Llibre dels Nombres, s'assenyala la majoria d'edat per entrar a l'Exèrcit en 20 anys.
El terme "Bar Mitsvà" va aparèixer una vegada en el Talmud per definir a algú que està subjecte als manaments. En la Mixnà, els 13 anys es descriuen com l'edat en la qual una persona és obligada a observar els 613 manaments de la Torà.
En el Pirqé Avot 5:24 diu: als 5 anys comença l'estudi de la Torà, als 10 l'estudi de la Mixnà, i als 13 el compliment dels preceptes (mitsvot).
Segons el Talmud, els vots d'un home de 13 anys són legals, la qual cosa és el resultat de la seva majoria d'edat. Nombres 6:2.
El terme Bar Mitsvà, tal com es fa servir avui en dia, prové del terme rabínic del segle XIV "gadol" (gran) o "bar onshin" (fill del càstig). Això significa que és possible castigar-lo si ha fet alguna cosa incorrecte. La cerimònia del Bar Mitsvà es va originar, segons la majoria de les fonts, recentment en l'edat mitjana. No obstant això, hi ha prou evidència anterior respecte al compliment dels manaments de la Torà en complir els 13 anys.

## Responsabilitats
Una persona que és un Bar Mitsvà o una Bat Mitsvà, té les mateixes responsabilitats que un adult sota la llei jueva (halacà). Aquestes inclouen:
- Són moralment responsables dels seus propis actes.
- Són elegibles per ser cridats o cridades a llegir la Torà, i per a participar en un minyan (encara que en les comunitats ortodoxes, només els està permès als homes formar part d'un minyan).
- Tot el que tenen és de la seva propietat.
- Són elegibles per a contraure matrimoni segons la llei jueva (la halacà).
- Són responsables del compliment dels 613 manaments de la Torà.
- Han de posar-se les filactèries tots els dies (en les congregacions ortodoxes només els homes).